# Bức xạ phông vi sóng vũ trụ

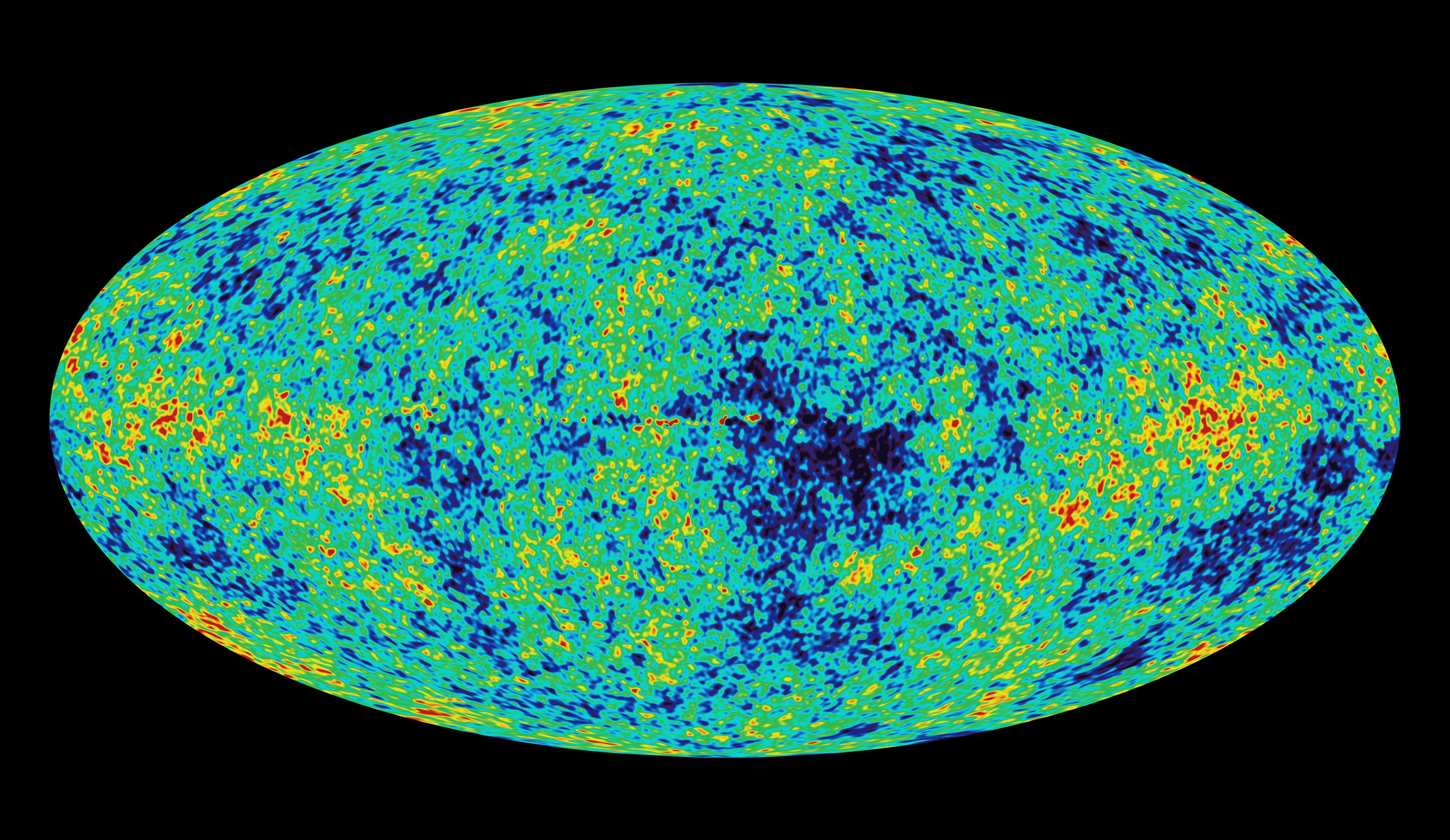
Ảnh của bức xạ phông chụp bởi vệ tinh WMAP của NASA vào tháng 6 năm 2003

Bức xạ phông vi sóng vũ trụ (hay bức xạ nền vũ trụ, bức xạ tàn dư vũ trụ) là bức xạ điện từ được sinh ra từ thời kỳ sơ khai của vũ trụ (khoảng 380.000 năm sau Vụ Nổ Lớn). Phổ của nó có dạng giống phổ bức xạ của vật đen với đỉnh nằm trong dải bước sóng vi ba (trong khoảng vài milimét đến vài chục xentimét). Hầu hết các nhà vũ trụ học cho rằng bức xạ phông nền vũ trụ cùng với sự dịch chuyển đỏ là những bằng chứng tốt nhất chứng minh cho sự đúng đắn của mô hình Vụ Nổ Lớn của vũ trụ.
Lý thuyết vụ nổ lớn tiên đoán về sự tồn tại của bức xạ phông vi sóng vũ trụ được tạo thành từ các quang tử phát ra từ giai đoạn sinh hạt baryon. Vì vũ trụ thời kỳ sơ khai ở trạng thái cân bằng nhiệt động nên nhiệt độ của bức xạ và plasma bằng nhau cho đến khi plasma tái hợp. Trước khi nguyên tử được hình thành thì bức xạ bị hấp thụ và tái phát xạ đều trong một quá trình gọi là tán xạ Compton: vũ trụ vào giai đoạn sơ khai không trong suốt với ánh sáng. Tuy nhiên, quá trình nhiệt độ của vũ trụ bị giảm đi khi giãn nở làm cho nhiệt độ xuống thấp hơn 3.000 K, tại nhiệt độ này thì điện tử và hạt nhân kếp hợp với nhau để tạo ra nguyên tử và các plasma nguyên thủy bị biến thành khí trung hòa. Quá trình này được gọi là quá trình giải phóng quang tử. Một vũ trụ chỉ gồm các nguyên tử trung hòa cho phép bức xạ truyền qua mà không bị cản trở nhiều.
Vì tại các giai đoạn sớm, vũ trụ ở trong trạng thái cân bằng nhiệt động nên bức xạ từ thời điểm này có phổ phân bố giống như phổ phát xạ của một vật đen được truyền một cách tự do cho đến ngày nay sẽ bị dịch chuyển đỏ theo định luật Hubble. Bức xạ đó phải được giống nhau theo mọi hướng trong không gian.
Năm 1964, Arno Penzias và Robert Wilson đã phát hiện ra bức xạ phông vũ trụ khi họ tiến hành nghiên cứu một máy thu tín hiệu vi sóng ở phòng thí nghiệm Bell. Khám phá của họ đã khẳng định tiên đoán về bức xạ phông vũ trụ, một bức xạ đẳng hướng và đồng nhất phân bố giống như phổ phát xạ của vật đen có nhiệt độ khoảng 3 K. Penzias và Wilson được trao giải Nobel Vật lý nhờ khám phá này.
Năm 1989, Cơ quan Hàng không Vũ trụ Hoa Kỳ đã phóng Vệ tinh Thăm dò Phông Vũ trụ (COBE), các kết quả ban đầu quan sát được rất phù hợp với các tiên đoán của lý thuyết vụ nổ lớn liên quan đến bức xạ phông vũ trụ. COBE đã tìm thấy nhiệt độ dư là 2,726 K và xác định được rằng bức xạ đó là đẳng hướng với độ chính xác 10−5. Vào những năm 1990, tính dị hướng của bức xạ phông vũ trụ được nghiên cứu rất chi tiết bằng rất nhiều các thí nghiệm và kết quả là về mặt hình học, vũ trụ là phẳng (xem hình dáng của vũ trụ).
Vào đầu năm 2003 các kết quả từ Vệ tinh Dị hướng Vi sóng Wilkinson (WMAP) được phóng và đã thu được các giá trị chính xác nhất về các thông số vũ trụ. Vệ tinh này cũng loại bỏ một số mô hình lạm phát vũ trụ đặc biệt nhưng nhìn chung thì các kết quả phù hợp với lý thuyết lạm phát.